# Polidómia

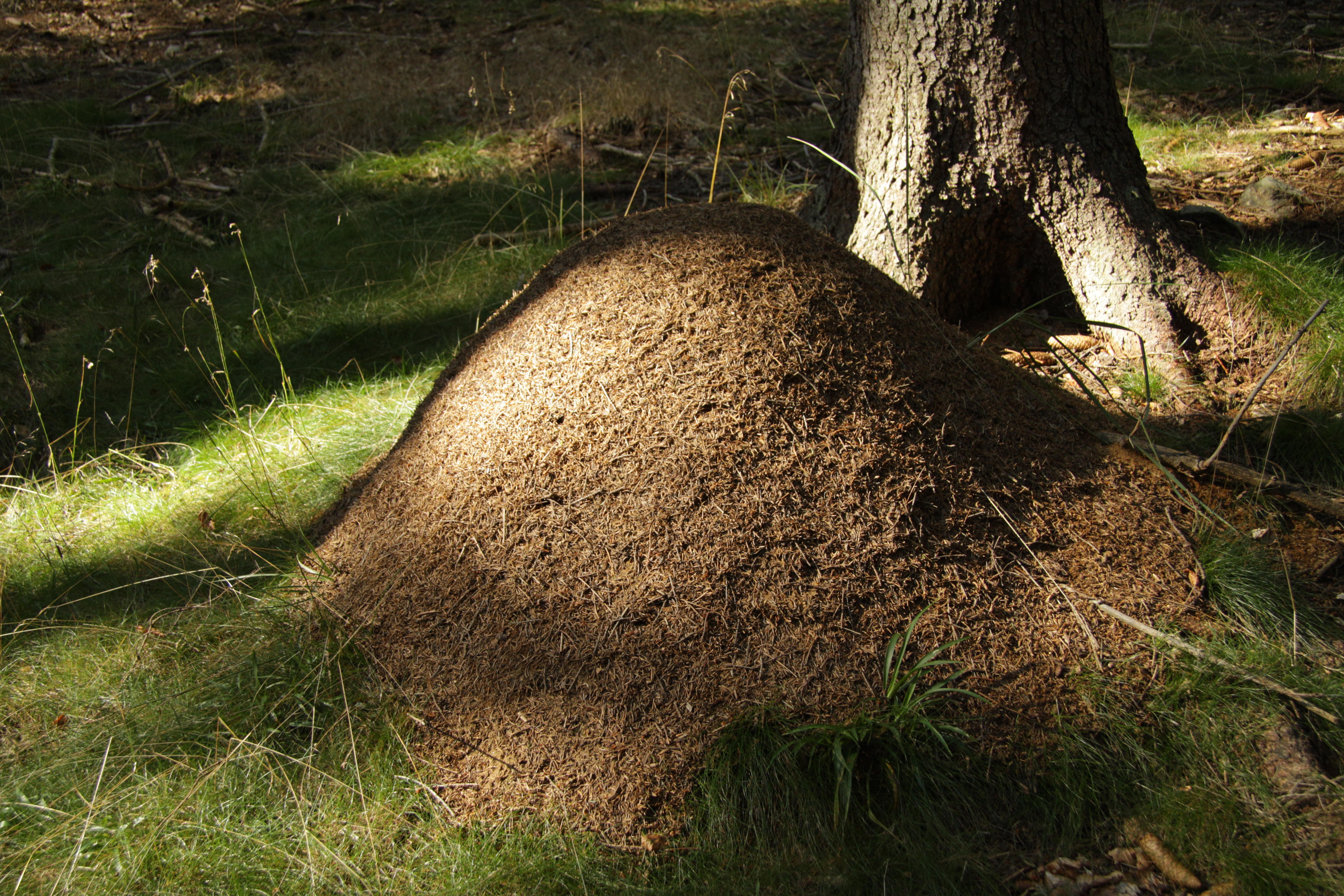
Erdei vöröshangya (Formica rufa) fészke

A Márvány-tengeri megalopolisz fényei

A polidómia a közösségben élő élőlények — különösen az államalkotó (euszociális) rovarok — településének egyik formája: az az eset, amikor a kolónia (közösség) egy időben több fészket (lakóhelyet) használ. Ellentéte a monodómia — egy időben egyetlen fészekkel, speciális alesete a szezonális polidómia, amelynek lényege, hogy a kolónia aktív időszakában több fészekbe települ szét, majd a pihenő időszakra (jellemzően télre) egyetlen fészekbe húzódik össze (SZTE).
Kialakulás, fejlődése jól megfigyelhető az erdei vöröshangyánál (Formica rufa) Ennek bolyai egyetlen fészekkel kezdik pályafutásukat, és amikor az túlnépesedik, a főfészek közelében mellékfészkeket építenek — ez a folyamat a boly sarjadzása. A mellékfészkekből rendszeresen használt utak vezetnek a központba, és amikor az új közösség kifogy valamiből, a dolgozók visszajárnak utánpótlásért régi lakhelyükre. Az ilyen, összekapcsolt fészkek együttese a szuperkolónia (Foitzik–Fritsche, 48–50. old.).
Ez az életmód meggyorsítja/lehetővé teszi a faj rövidtávú terjeszkedését. megkönnyíti a(z összevont) kolónia méretének növelését. Növeli a táplálékgyűjtés hatékonyságát, mivel a dolgozók egyenletesebben oszlanak meg a tápterületen. Csökkenti a ragadozók és paraziták veszélyét/kártételét: ha valamelyik fészek „el is esik”, a kolónia a többiben túlél (SZTE).
Mindeközben a polidómia növeli a beltenyészet kialakulásának esélyét.